# فرماندهی سایبری ایالات متحده آمریکا
فرماندهی سایبری ایالات متحده آمریکا (به انگلیسی: United States Cyber Command) یا به اختصار، سایبرکام، یکی از یازده فرماندهی یکپارچه رزمی وزارت دفاع ایالات متحده آمریکا است.
فرماندهی سایبری در اواسط سال ۲۰۰۹ در دفتر مرکزی آژانس امنیت ملی (NSA) در فورت جورج جی. مید، مریلند تشکیل شد. این واحد با شبکه آژانس امنیت ملی (NSA) همکاری می‌کند و از زمان تشکیل این نیرو به‌طور همزمان ریاست آن با مدیر آژانس امنیت ملی بوده‌است.
اگرچه در ابتدا یک واحد با مأموریت دفاعی در ذهن ایجاد می‌شود، اما به‌طور فزاینده ای به عنوان یک نیروی تهاجمی مورد توجه قرار می‌گیرد.
در ۱۸ اوت ۲۰۱۷ اعلام شد که به یک فرماندهی جنگی متحد کامل و مستقل ارتقا می‌یابد.
این ارتقا در ۴ می ۲۰۱۸ انجام شد.

## سازماندهی
فرماندهی سایبری ایالات متحده جزو نیروهای مسلح ایالات متحده آمریکا و زیر نظر وزارت دفاع ایالات متحده (DoD) می‌باشد.

### تیم‌های سایبری
در سال ۲۰۱۵، فرماندهی سایبری ایالات متحده ۱۳۳ تیم سایبری جدید را به خود اضافه کرد.
تفکیک آنها شامل:
- سیزده تیم مأموریت برای دفاع در برابر حملات سایبری گسترده
- شصت و هشت تیم حفاظت سایبری برای دفاع از شبکه‌ها و سیستم‌های وزارت دفاع در برابر تهدیدات اولویت دار
- بیست و هفت تیم با مأموریت مبارزه و با هدف ارائه حملات یکپارچه در فضای مجازی برای حمایت از برنامه‌های عملیاتی و عملیات احتمالی
- بیست و پنج تیم برای پشتیبانی سایبری و ارائه پشتیبانی تحلیلی و برنامه‌ریزی ماموریت‌های ملی و تیم‌های مأموریت رزمی

## عملیات‌ها
در ژوئن ۲۰۱۹، روسیه اعلام کرد که «ممکن است» شبکه برق آن توسط ایالات متحده مورد حمله سایبری قرار گرفته باشد.
روزنامه نیویورک تایمز گزارش کرد که هکرهای فرماندهی سایبری ایالات متحده بدافزارهایی را به وجود آورده‌اند که به‌طور بالقوه قادر به ایجاد اختلال در شبکه برقی روسیه هستند.

## فرماندهان
| ردیف     | تصویر | درجه    | نام                | شاخه                  | شروع         | پایان        |
| -------- | ----- | ------- | ------------------ | --------------------- | ------------ | ------------ |
| ۱.       |       | ژنرال   | کیث بی آلکساندر    | نیروی زمینی           | ۲۱ می ۲۰۱۰   | ۲۸ مارس ۲۰۱۴ |
| (سرپرست) |       | سپهبد   | جان ام. دیوس       | سپاه تفنگداران دریایی | ۲۹ مارس ۲۰۱۴ | ۲ آوریل ۲۰۱۴ |
| ۲.       |       | ادمیرال | مایکل راجرز        | نیروی دریایی          | ۳ آوریل ۲۰۱۴ | ۴ می ۲۰۱۸    |
| ۳.       |       | ژنرال   | پاول میکی ناکاسونه | نیروی زمینی           | ۴ می ۲۰۱۸    | متصدی        |

### شاخه‌های فرماندهان فرماندهی سایبر ایالات متحده
- نیروی زمینی: ۲
- سپاه تفنگداران دریایی: هیچ
- نیروی دریایی: ۱
- نیروی هوایی: هیچ
- نیروی فضایی: هیچ
- گارد ساحلی: هیچ